# Водород-7
Водород-7, или септий (др.-греч. ἕβδομος «седьмой») — нестабильный нуклид химического элемента водорода с массовым числом 7. Изотоп не встречается в природе. Самый нейтронно-избыточный нуклид.

## Радиоактивный распад
Септий имеет чрезвычайно короткий период полураспада, всего 652 ис (или 652 × 10-24 с). Способ его распада неизвестен, возможно, это двухнейтронный распад. Двухнейтронный распад ядра септия образует не менее радиоактивный водород-5:
{\displaystyle \mathrm {^{7}_{1}H\ \longrightarrow \ _{1}^{5}H\ +\ 2\ ^{1}n} }
Таким же образом водород-5 распадается до трития:
{\displaystyle \mathrm {^{5}_{1}H\ \longrightarrow \ _{1}^{3}H\ +\ 2\ ^{1}n} }
Тритий радиоактивен. Его бета-минус-распад образует стабильный гелий-3:
{\displaystyle \mathrm {^{3}_{1}H\ \longrightarrow \ _{2}^{3}He\ +\ e^{-}\ +\ {\bar {\nu }}_{e}} }